# Segestrioides
Segestrioides là một chi nhện trong họ Diguetidae.